# 서경식
서경식(徐京植, 1951년~2023년 12월 18일)은 대한민국의 저술가이자 작가이다. 도쿄 경제대학 현대법학부 교수였다. 리쓰메이칸 대학 교수인 서승과 인권운동가인 서준식의 동생이다.

## 생애
교토시에서 태어났다. 와세다 대학 재학 중이던 1971년, 대한민국에서 공부하던 두 형이 서울에서 국가 보안법 위반 혐의로 구속된다. 당시 서승은 서울대학교 사회학과 석사과정에, 서준식은 같은 학교 법학과에 다니고 있었다. 그러나 한차례 방북 사실 때문에 중앙정보부에 연행되어 서승은 1심에서 사형, 2심에서 무기징역을 선고받았고 서준식은 7년형을 선고받았다. 곧바로 체포의 부당성을 호소하고 어머니와 그들을 돕는 사람들과 함께 구호 활동을 폈다. 1974년 와세다 대학 프랑스 문학과를 나왔지만 형들이 구속상태라 진학을 포기하고 형들의 석방과 한국 민주화 운동을 위한 활동을 계속한다. 그 사이 어머니는 1980년에 사망했다. 투옥 17년째인 1988년에 서준식이 석방되고 1990년에는 서승도 석방되었다. 장기적인 구호 활동의 경험은 이후의 사색과 문필 활동으로 연결되었다. 인권과 소수 민족을 주제로 한 강연 활동을 많이 펼쳐 왔다. 2000년에 동경경제대학 부교수가 되었다.
작가 활동은 다방면에 걸쳐 있으며 그 근원은 형 2명의 구출 활동 경험과 함께, 재일 조선인으로서의 정체성에 있는 것으로 알려졌다. 2006년부터 2년간 대한민국에 머물렀다.

## 저서
- 《나의 서양미술 순례》『私の西洋美術巡礼』（みすず書房、1991年）
- 《소년의 눈물》『子どもの涙 ある在日朝鮮人の読書遍歴』（柏書房、1995年；小学館文庫）일본 에세이스트클럽상
- 《시대의 증언자 쁘리모 레비를 찾아서》『プリーモ・レーヴィへの旅』（朝日新聞社、1999年）마르코폴로상
- 《사라지지 않는 사람들》『過ぎ去らない人々 難民の世紀の墓碑銘』（影書房、2001年）
- 《청춘의 사신》『青春の死神 記憶のなかの20世紀絵画』（毎日新聞社、2001年）
- 《난민과 국민 사이》『半難民の位置から 戦後責任論争と在日朝鮮人』（影書房、2002年）
- 《디아스포라 기행》『ディアスポラ紀行 追放された者のまなざし 』（岩波新書、2006年）
- 《시대를 건너는 법》『夜の時代に語るべきこと ソウル発「深夜通信」』（毎日新聞社、2007年）
- 《고뇌의 원근법》『汝の眼を信じよ！-統一ドイツ美術紀行』（みすず書房、2010）
- 《역사의 증인, 재일조선인》『在日朝鮮人ってどんな人？』（平凡社、2012年）
- 《언어의 감옥에서》『植民地主義の暴力 -- 「ことばの檻」から』（高文研、2013年）
- 《고통과 기억의 연대는 가능한가?》
- 《디아스포라의 눈》
- 《나의 서양음악 순례》
- 《나의 조선미술 순례》
- 《시의 힘》詩の力 (徐京植評論集)
- 《내 서재 속 고전》

### 공저
- 《교양, 모든 것의 시작》『教養の再生のために 危機の時代の想像力 東京経済大学21世紀教養プログラム発足記念講演会』（加藤周一、ノーマ・フィールド共著、影書房、2005年）
- 《경계에서 춤추다》『ソウルーベルリン玉突き書簡 境界線上の対話』 多和田葉子 （岩波書店、2008年）
- 《책임에 대하여》責任について (徐 京植、 高橋哲哉)

## 같이 보기
- 강상중
- 박일
- 김경주
- 노마 필드(영어판)
- 존 다우어
  - 패배를 껴안고(영어판)